# Far Cry 3
『Far Cry 3』（ファークライ3）は、ユービーアイソフトモントリオールスタジオ開発、ユービーアイソフト発売のファーストパーソン・シューティングゲーム。

## 概要
ファークライシリーズの3作目。
前作よりかなりカジュアル化しており、前作にあった「銃の劣化」や「マラリア」などのリアル指向の要素が廃止され、野生動物やテイクダウン、ミニマップなどの要素が新たに追加された。また、難易度も前作より低めになった。
ストーリーを追うキャンペーン以外にも、動物の狩りや敵の暗殺を目的としたサブクエスト、収集品のコレクタブルなどが存在する。フィールド上の敵兵士とただ戦闘することもできる。

## システム
マップと電波塔
今作では、マップ画面は最初は真っ黒で、基地の位置など以外何も表示されない。各所にある電波塔に登り、頂上で電波塔を開放することで、電波塔周辺のマップとクエストが解放される。
ミニマップ
画面左下に小さいマップが表示される。ミニマップには周辺に生えている薬草の位置や、敵の位置が表示される。
基地
マップの各所に基地が設営されており、敵の海賊や傭兵が駐留している。基地にいる敵を全滅させるとその基地を制圧したことになり、その基地でプレイできるクエストが解放されるほか、ファストトラベルの拠点として利用できるようになる。また、その基地の周辺は安全地帯となり、敵と遭遇する機会が減少する。基地の敵を全滅させる方法はプレイヤーの自由で、遠くからライフルで狙撃することも、基地に突入して強力な重火器を乱射することもできる。ただし、基地には警報機が設置されており、敵に見つかると警報機で増援を呼ばれる。警報機を鳴らされたり敵に見つかったりせずに基地を制圧すると、より高い経験値を獲得できる。
万能双眼鏡
双眼鏡で遠くの様子をズームして観察できる。この時、視界にいる敵や動物にマークをつけることができ、マークがついた敵や動物は、建物の影など本来はプレイヤーから見えない位置にいたとしても居場所が見えるようになる。
野生動物
今作では主人公と味方勢力・敵勢力の人間に加えて、多くの野生動物が登場する。ルークアイランドのジャングルには、バクやシカなど比較的大人しい草食動物の他、トラやコモドオオトカゲ、ワニなど獰猛な肉食動物も生息しており、独自の生態系を形作っている。動物たちはAIによって動いており、肉食動物が草食動物や人間(敵味方問わず)を襲う光景が見られるなど、非常にリアルな「生きたジャングル」が表現されている。肉食動物と一部の草食動物は、プレイヤーを見つけると襲い掛かってくる。
動物を狩るとその皮を入手でき、ホルスターや弾薬ポーチなどの装備品の材料にすることができる。特定のハンタークエストでしか狩ることができない希少動物もおり、希少動物の皮を使うと高性能な装備品を作ることができる。
クラフト
本作では、生き残るために必要なアイテムは「クラフト」で自分で作らなければならない。作れるアイテムは、ホルスターや弾薬ポーチなどの「装備品」と、ライフ回復やプレイヤーの一時的な強化に使用する「シリンジ」と呼ばれる薬品。装備品は野生動物の皮、シリンジは野草を使ってクラフトするが、これらの材料も自分で狩りや採集を行って集めなければならない。
テイクダウン
敵を一撃で倒す必殺技。主に敵に気づかれないように背後から忍び寄って使用する。様々な技があり、経験値を貯めることで得られるスキルポイントを使って修得していく。基本的にテイクダウンをしたほうが敵に気づかれないため、ヘッドショットよりも多くの経験値を取得できる。

## ストーリー
インド洋と太平洋の境目付近にある南国の島「ルークアイランド」。未開のジャングルが広がり、多種多様な野生動物が生息する自然豊かな島。
タイで兄弟や友人たちと共にバカンスを楽しんでいた主人公ジェイソンは、バンコクのクラブで知り合った男から「何でもできる」素晴らしい島があると聞き、勧められるがままにスカイダイビングツアーへ参加する。
しかし、島に降り立ったジェイソン達は武装した男たちに襲撃されて捕らわれ、人身売買の商品になってしまう。実は、ルークアイランドはバースという男が率いる残忍な海賊に支配され、暴力・薬物・犯罪が絶えない狂気の島と化していたのだ。ジェイソンは兄グラントと同じ檻に監禁されたが、隙を見てグラントの先導で脱出を図る。しかし、脱出の途中で海賊に見つかってしまい、グラントが殺害されてしまう。
ジェイソンは単身で海賊のキャンプから脱走し、島に住むデニスという男に保護され、島民の集落・アマナキ村に匿われた。デニスから島の伝統であるタトゥを施されたジェイソンは、海賊に捕らわれた友人たちを助け出すことを決意し、この危険だらけの島で命がけのサバイバルと、海賊達との戦いに挑む。

## 登場組織

### 敵対組織
海賊 (Pirates)
物語前半の敵となる組織で、ノースアイランドの各基地に駐留している。リーダーはバース・モンテネグロ。
メンバーは赤を基調とした服を着ており、バンダナで顔の下半分を隠している。
現地住民や観光客を誘拐し、所持品などを奪って殺害している。
傭兵 (Privateers)
物語後半の敵となる組織で、サウスアイランドの各基地に駐留している。リーダーはホイト・ヴォルカー。
海賊を遥かに凌ぐ強力な装備を有しており、戦闘力・防御力共に高い能力を持っている。ヘリを使用することもある。
ホイトの指揮の下、人身売買や禁制品密輸などを行っている。

### 友好組織
ラクヤット (Rakyat)
ルークアイランドの原住民の組織。リーダーはシトラ・タルマイ。
民間人に危害を加える海賊や傭兵と対立しており、島中で小競り合いを繰り広げている。
「ラクヤット」とはマレー語・インドネシア語で「人間」を意味する。

## 登場人物

### ジェイソンと仲間
ジェイソン・ブロディ（Jason Brody）
声：髙木俊
本作の主人公。25歳。ロサンゼルス出身。大学時代は優秀なアスリートだったが、卒業後は職を転々としている。去年だけで、スカイダイビング6回・パラセーリング2回・登山4回・スノーボード7回をこなしている。父親はすでに亡くなっており、グラントという兄とライリーという弟がいる。
バカンスで訪れたルークアイランドで、バース率いる海賊に捕まってしまう。単身で脱出した後、兄弟と友人達を助け出すため、先住民ラクヤットの力を借りて自らの秘められた力を解放し、海賊達と戦う。
グラント・ブロディ（Grant Brody）
声：中川慶一
ジェイソンの兄。28歳。陸軍予備役に配属されており、仲間のリーダー的存在。島で捕まった後、ジェイソンと同じ牢屋に閉じ込められた。ジェイソンと共に脱走を図るが、海賊に殺害された。
デイジー・リー（Daisy Lee）
声：甲斐田裕子
グラントの恋人。26歳。ロサンゼルスの学校に入る前は、メイン州で暮らしていた。水泳が得意で、その腕前はプロ級。
海賊の元から脱走後、アーンハルトの家に匿われていた。ジェイソンがルークアイランドで活躍すればするほど、彼の言動に疑念を抱いていく。
リザ・スノー（Liza Snow）
声：羽飼まり
ジェイソンの恋人で、新進気鋭のハリウッド女優。24歳。UCLAの生徒会長だった。ジェイソンを深く愛している。
海賊に拘束されていたが、アジトが崩壊する中危機一髪のところでジェイソンに救出される。ジェイソンが次第に島に順応することに恐れを抱く。
オリバー・カースウェル（Oliver Carswell）
声：石上裕一
ジェイソンの友人。23歳。父親がベンチャー起業家のため、かなりの金持ち。麻薬所持で数回、麻薬取引で一回の逮捕歴がある。
海賊に捕まり、奴隷として売られるためヘリで連行されそうになるが、ジェイソンに助け出された。
キース・ラムゼイ（Keith Ramsey）
声：白熊寛嗣
ジェイソンの友人で、投資銀行家。24歳。大学時代はDKC友好会の会員だった。カンニングで何回か捕まり、父親に尻ぬぐいをしてもらったことがある。また、課金登録をしているポルノサイトが20以上ある。
海賊に捕まった後に奴隷としてバンビ・ヒューズに売られたが、ジェイソンに助け出された。
ライリー・ブロディ（Riley Brody）
声：下妻由幸
ジェイソンの弟。21歳。パイロット免許を持っており、作中では弱音を吐きながらも即興でヘリの操縦をこなした。
当初は死亡したと思われていたが、生きてサウスアイランドのホイトの屋敷に囚われていた。人身売買の商品にされそうになったが、ホイトを殺したジェイソンに間一髪で助け出され、共にヘリで脱出した。
ヴィンセント・サラス（Vincent Salas）
ジェイソンの友人。ニット帽を被った眼鏡の男性。カリフォルニア工科大学の学生で整備士だった。ゲーム開始時のムービーや公式トレーラーで姿が確認できる。冒頭の会話でバースに殺されたことが示唆されている。

### 島の住民
デニス・ロジャース（Dennis Rogers）
声：宗矢樹頼
ルークアイランドの住民で、リビア出身を自称する黒人。37歳。アマナキタウンを拠点としている。18歳の時に祖国の内戦を逃れてアメリカに移住し、その10年後に雇用主の人種差別に絶望しアメリカを去った。その後、色々転々とした後ルークアイランドに移り住む。ジェイソンの協力者で、眠れる力を引き出すため、彼の体にタトゥを入れる。
アレク・アーンハルト（Alec Earnhardt）
声：西村知道
海賊や傭兵を相手にドラッグを売って生計を立てている化学者で、通称"Dr.アーンハルト"。65歳。ノースアイランド西端の崖の上に家を建てて住んでいる。昔、ロンドンでアパートの10階から2歳の娘が転落死し、それをきっかけにルークアイランドに移り住んだ。
シトラ・タルマイ（Citra Talugmai）
声：伊藤静
反海賊勢力「ラクヤット」を率いる美女で、海賊のリーダー・バースの実姉。29歳。ノースアイランド南部の寺院を拠点としている。人々から「戦士の女神」と呼ばれている。バース率いる海賊やホイトと敵対している。ジェイソンと出会い、彼を戦士と認め、彼の秘めたる力を引き出すために手を貸す。
ハーク・ドラブマン・ジュニア（Hurk Drubman, Jr.）
声：坂口候一
傭兵。両親がヒッピー。動物を用いた戦略を図る。

### CIA
ウィリス・ハントリー（Willis Huntley）
ジェイソンの夢に出てきたサングラスと白いスーツの男で、正体はCIA諜報員。47歳。ホイトを追って島にやってきた。ジェイソンにホイトの追跡を手伝わせるが、その一方でジェイソンに島のことや友人たちの居場所を教えてくれる。
サム・ベッケル（Sam Becker）
声：大川透
CIA諜報員。45歳。ホイトの傭兵部隊に潜入をしており、ウィリスと通じている。サウスアイランドで活動しており、打倒ホイトを目指すジェイソンに協力する。

### 敵対者
バース・モンテネグロ（Vaas Montenegro）
吹き替え音声：鶴岡聡
ルークアイランドを支配する海賊達のリーダー。28歳。人身売買や麻薬密売、殺人などやりたい放題の快楽主義者で、麻薬中毒者。ジェイソンを追い詰めることを心の底から楽しんでいる。反海賊勢力「ラクヤット」を率いるシトラの実弟であり、かつてはラクヤットと繋がっていたという噂があるが、今は麻薬と人身売買の元締めであるホイトのために働いている。ノースアイランドの北東部の小島にアジトを構えている。
元々はブルという名前の巨漢だったが、別役のオーディションに来たマイケル・マンドの演技に感銘を受けた製作陣によって彼そっくりの見た目をした悪役として新たに作り出された。
ホイト・ヴォルカー（Hoyt Volker）
本作の黒幕で、南太平洋における奴隷・麻薬・武器流通の最大の元締め。45歳。バースのボスで、残忍かつ強力な傭兵部隊を自ら指揮している。鉱山関係の出自を自称しているが、真偽は不明。コロンビアや巨大石油企業と繋がっている可能性もある。サウスアイランドの中心部に屋敷を構え、そこを拠点として活動している。
バンビ・ヒューズ（Bambi "Buck" Hughes）
吹き替え音声：中田隼人
ホイトの部下の一人で、通称「バンビ"バック"ヒューズ」。43歳。イギリスの監獄育ちで、一部の人間にはオーストラリア人として知られている。20代初めにオーストラリア軍に入隊したが、病的な残忍さのせいで解雇された。その後、請負仕事をしながら南太平洋を渡り歩き、最終的にホイトのところに転がりこんだ。
ダグ（Doug）
バンコクのクラブで働くアメリカ人のDJ。23歳。バースの協力者で、商品になりそうな観光客を騙してルークアイランドに連れて行くことで金を受け取っていた。「何でも出来る島がある」とジェイソン達を唆してスカイダイビングツアーに参加させた全ての元凶でもある男。ゲーム開始時のムービーと回想シーンに登場する。

## マップ
ルークアイランド (Rook Island)
今作の舞台。大きく分けて南北2つの島（ノースアイランド・サウスアイランド）から構成される。太平洋戦争中には日本軍に支配されていた。
アマナキ村 (Amanaki Town)
命からがら海賊のアジトから逃げ出した主人公ジェイソンが保護された村。今作の序盤における行動の拠点となる。
バッドタウン (Badtown)
地元社会から追放された住民で構成された村。雑貨店だけでなく、売春、飲酒、ギャンブル、ドラッグのための施設がある。
サーストンタウン (Thorston Town)
島の南島に位置するホイトの傭兵達が統治する町。他のどの集落よりも多くの建物があり繁栄している。
ギャズタウン (Gaztown)
島の最南端に位置する小さな村。もともとはオーストラリアのギャズ・ウィッティアによって設立された鉱山の町だった。
ヘロンズパーチ (Heron's Perch)
ドクターアーンハルトの邸宅 (Dr.Earnhardt's Mansion)
石の寺院 (Temple of Stone)
カルヴァリーポイント (Calvary Point)
バードハウスタワー (Birdhouse Tower)
シトラの寺院 (Citra's Temple)
ルークポイントタワー (Rook Point Tower)
タートルヒル (Turtle Hill)
リトルゲートブリッジ (Littlegate Bridge)

## 野生動物
哺乳類
ブタ、イノシシ、シカ、ヤギ、マレーバク、狂犬、ディンゴ、バッファロー、スマトラトラ、ホワイトタイガー、マウンテンライオン、ヒョウ、ツキノワグマ、フクロオオカミ、マカクザル
爬虫類
コモドオオトカゲ、クロコダイル、ガラパゴスゾウガメ、毒蛇
鳥類
ヒクイドリ、極楽鳥、カモメ、タカ、ハゲワシ
海洋生物
オオメジロザメ、ウミガメ、クラゲ、エンゼルフィッシュ、マンタ、ウツボ、カニ
希少動物
アルビノクロコダイル、イエローネック、ゴールデンタイガー、ブラックパンサー、ブラッドコモド、ホワイトベリーバク、マンイーター、ワンホーン、不死のクマ